# Iglesia Matriz de Caminha
La Iglesia Matriz de Caminha también referida como Iglesia de Nuestra Señora de la Asunción, se localiza en la vila y municipio de Caminha, distrito de Viana do Castelo, en Portugal.
Iglesia parroquial bajo la invocación de Nuestra Señora de la Asunción, es uno de los edificios religiosos más importantes del norte del país. Se encuentra clasificado como Monumento Nacional desde 16 de junio de 1910.

## Historia

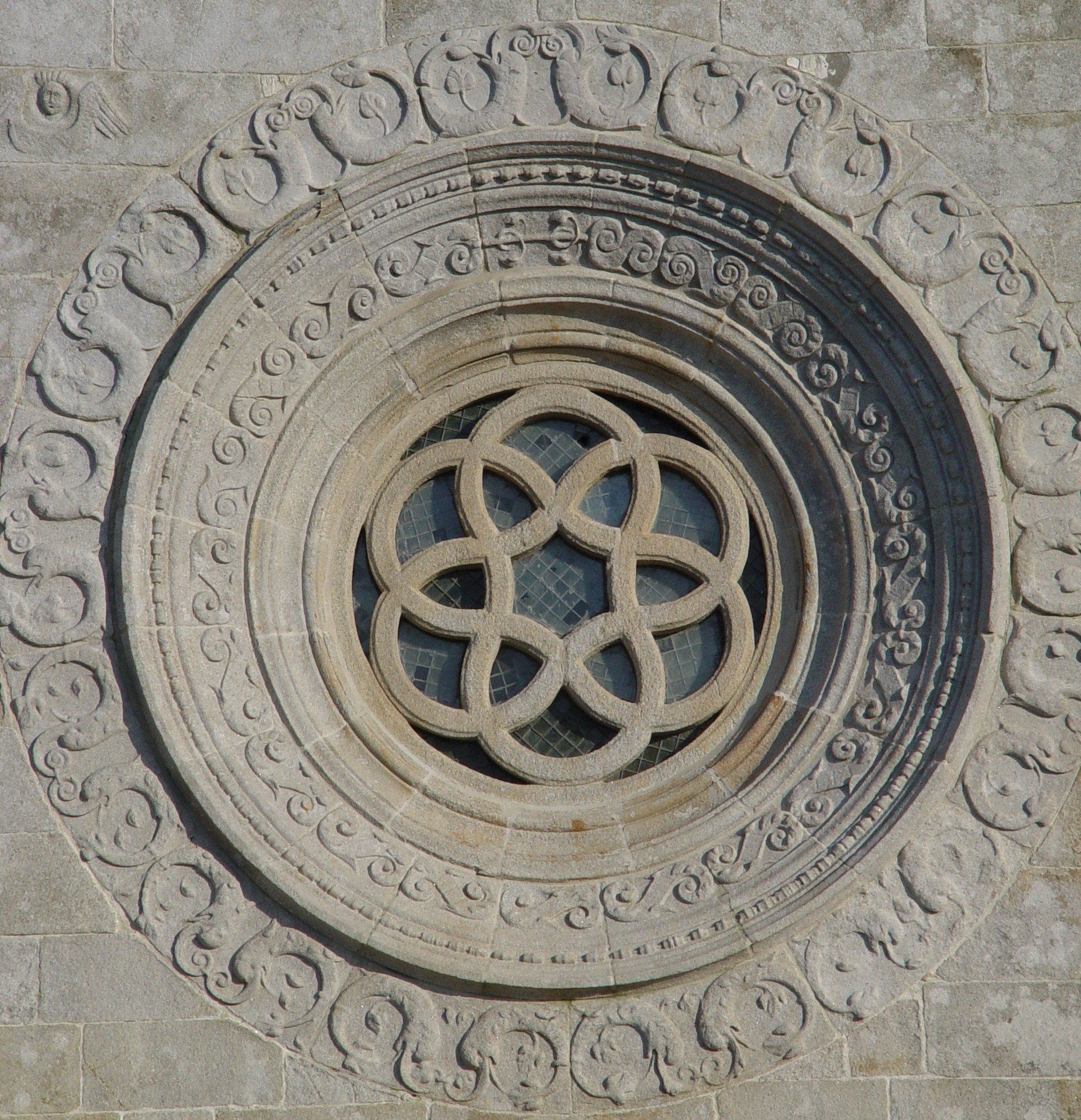
Detalle del rosetón

Fue erigida en el interior de la cerca medieval de la villa, sobre los vestigios de una primitiva capilla románica, de la cual subsisten un pórtico (hoy obstruido).
Sus trabajos se iniciaron en 1488 bajo orientación de los vizcaínos Tomé de Tolosa y Francisco Fial, a los cuales siguieron otros maestros de origen vizcaíno y gallego, entre los cuales se destacan los nombres de João de Tolosa y Pero Galego. Los trabajos se desarrollaron con lentitud, habiendo sido concluida en 1556 la torre de la fachada principal. Por esa razón, el templo presenta una compleja combinación de estilos e influencias.
En la actualidad, después de intervención de restauración, limpieza y estabilización de la estructura, fue reabierta en 2008.

## Características
El edificio fue edificado en piedra de granito de la región. Presenta planta de tres naves, la central más elevada, frecuente en iglesias góticas del norte del país, aunque incorporando elementos manuelinos y renacentistas.
Las naves están separadas por arcos de vuelta entera asentados en columnas cilíndricas; por encima de los arcos, en la nave central, corre un valioso friso de azulejos policromados.
Elementos manuelinos y platerescos predominan en la estructura y decoración externa de la cabecera, emparentada con las de la Sé de Braga y la de Santa María Mayor de Pontevedra. Ambos pórticos son renacentistas. El portal principal está bajo un rosetón. El portal meridional, atribuido a João de Tolosa, presenta la decoración escultórica más elaborada y la iconografía más compleja de todo el conjunto.
El interior está cubierto por un techo de madera de castaño que cubre las tres naves, considerado como unas mejores obras de carpintería artística del país. Autoría de Francisco Muñoz, tallador de origen gallego natural de Tui, fue concluido en 1565. Su decoración, con fuerte influencia mudéjar, también incorpora elementos magrebíes e hindúes. Fue cuidadosamente restaurado entre 1941 y 1943.
La Capela de los Mareantes (1511) se abre sobre la nave lateral izquierda por un amplio arco clásico, considerado como la primera obra documentada del Renacimiento en Portugal. El altar de la capilla de Nuestra Señora del Rosario, en la capilla absidial izquierda, está encimado por un Árbol de Jessé en talla barroca, obra de Manuel Pinto Vilalobos (1704). En la capilla del Santísimo, en la capilla absidial derecha, destaca un gran tabernáculo en talla dorada representando escenas de la Pasión, de la autoría de Francisco Fernandes (1674).
La platibanda manuelina que se superponía sobre el conjunto fue dañada por una tempestad en enero de 1636, que también destruyó parte de la torre izquierda. La iglesia fue bombardeada por tropas españolas durante la Guerra de Restauración portuguesa. El edificio fue restaurado durante la década de 1930, habiendo sido destruidas varias capillas laterales y completamente destruidos el coro alto, órganos, y la mayoría de los elementos decorativos barrocos. Una parte del texto del coro alto fue reaprovechado para la cobertura del Salón de Actos de la Cámara Municipal, donde aún se encuentra.

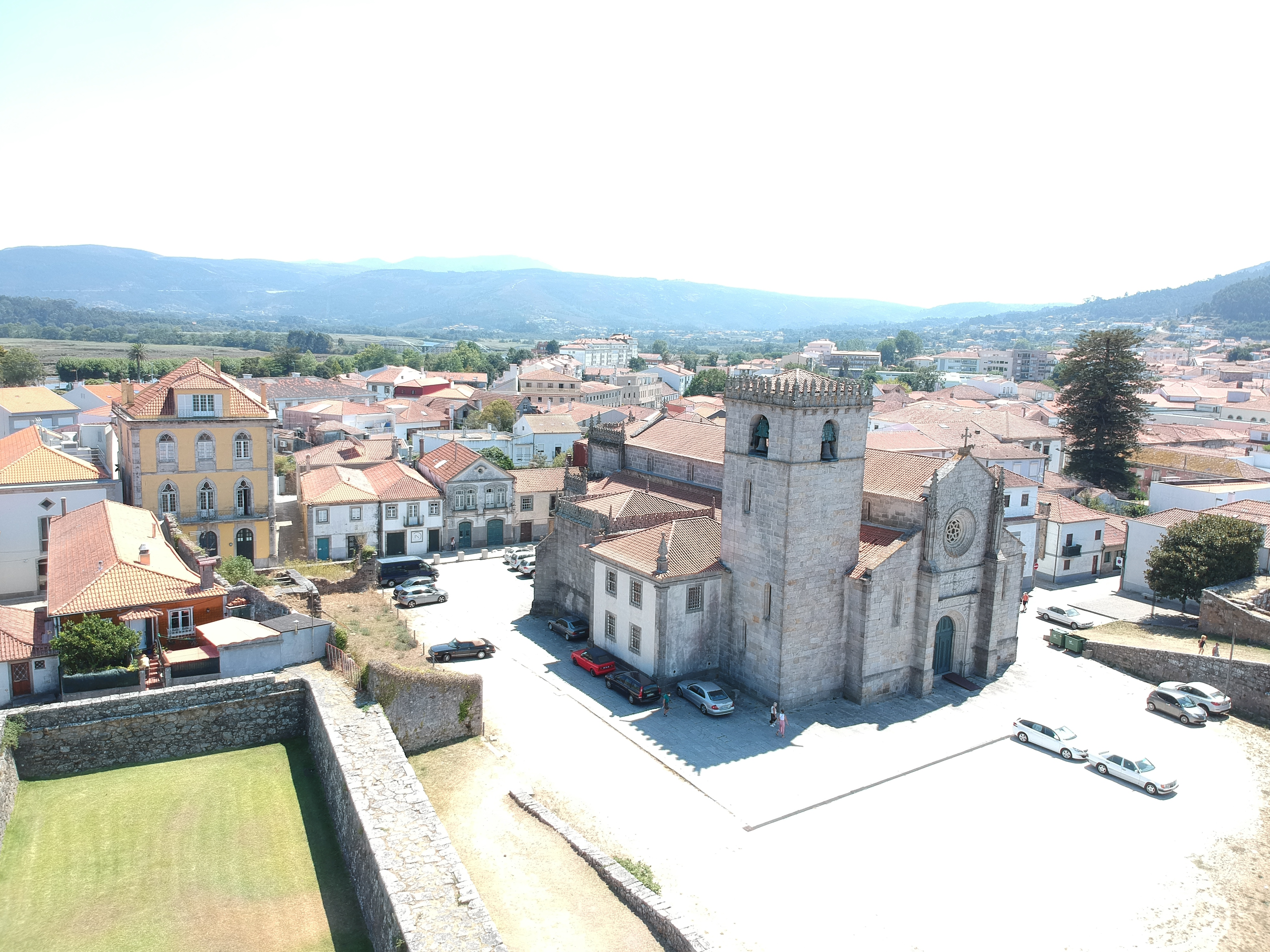
Vista aérea
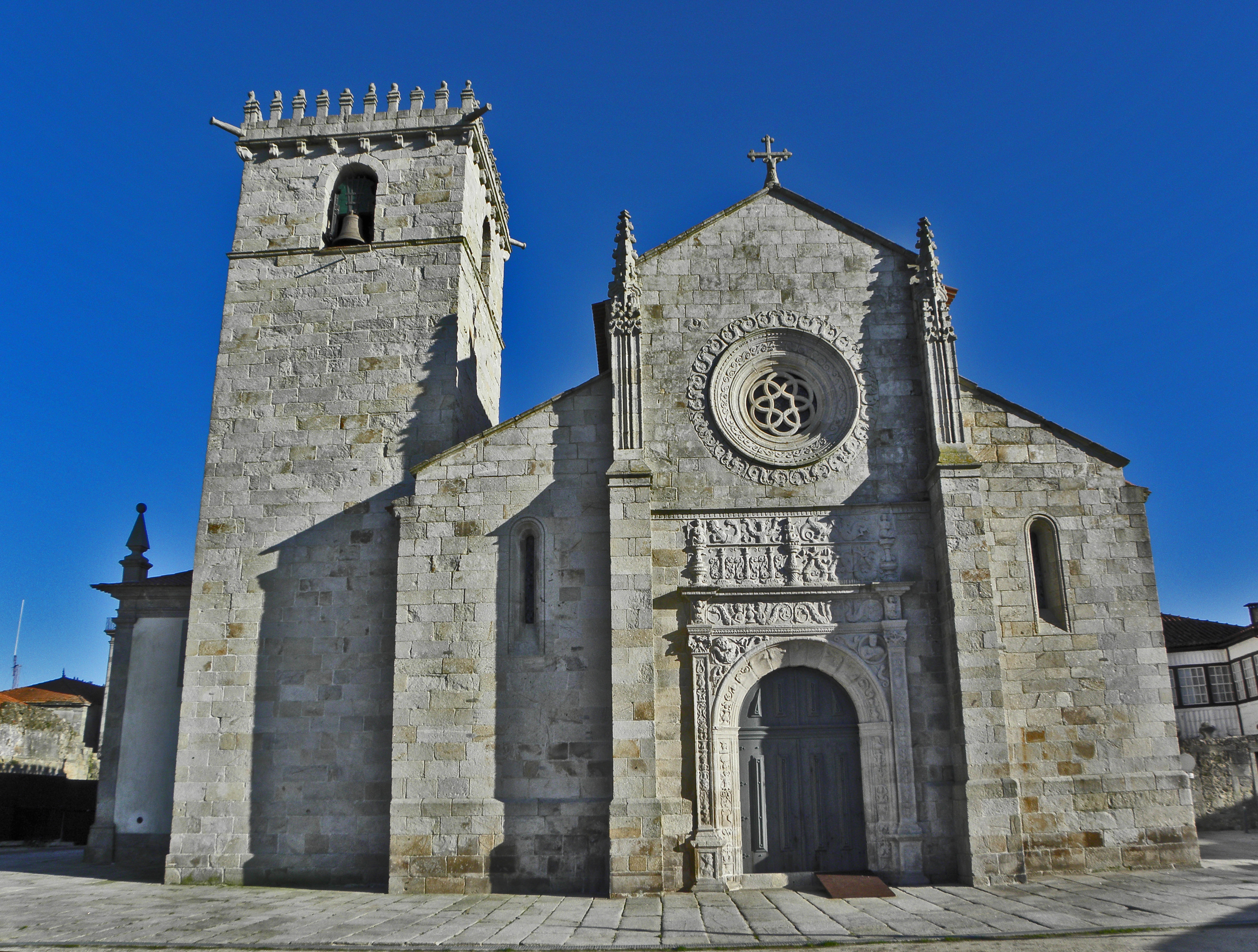
Fachada
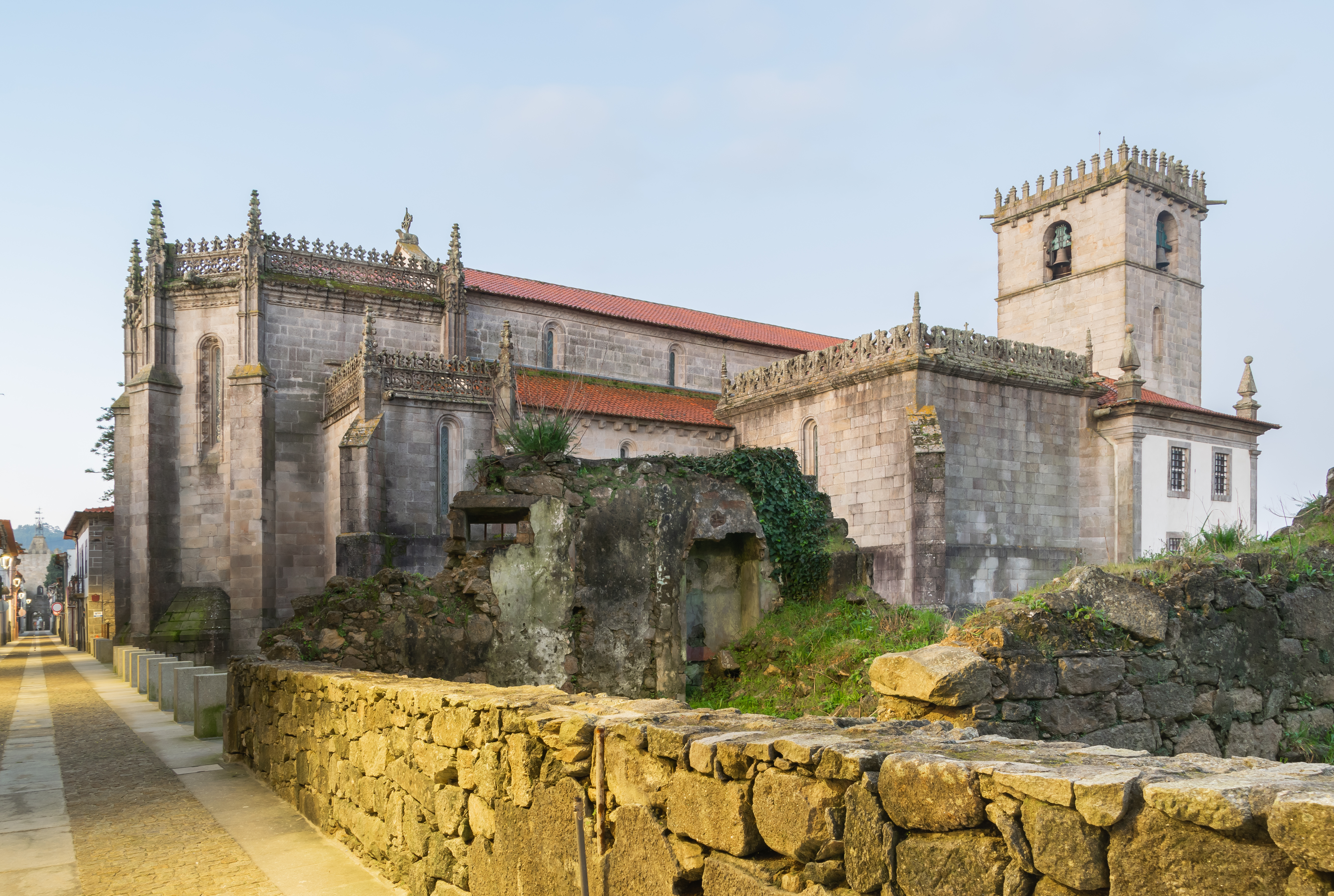
Parte trasera
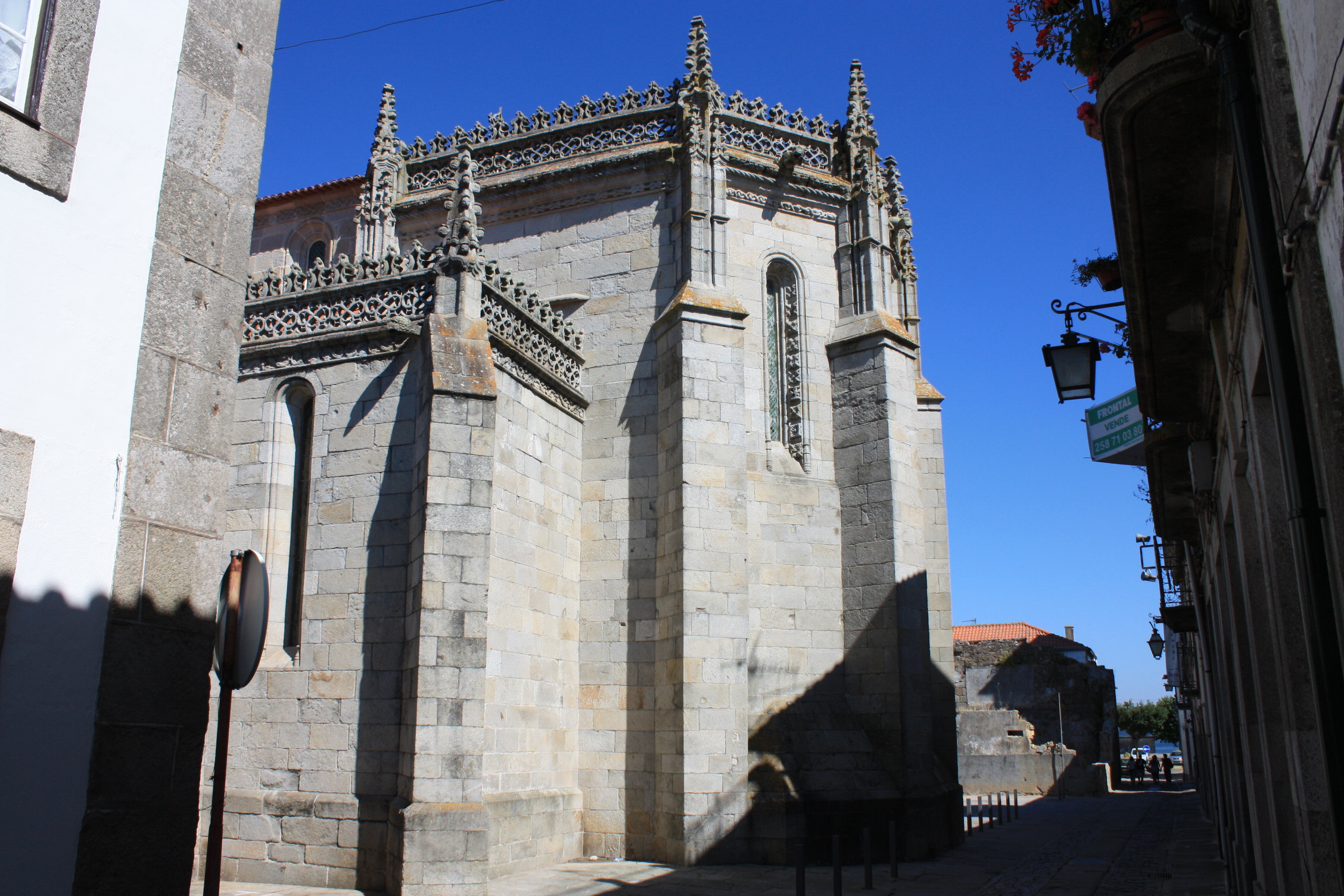
Detalle de cabecera
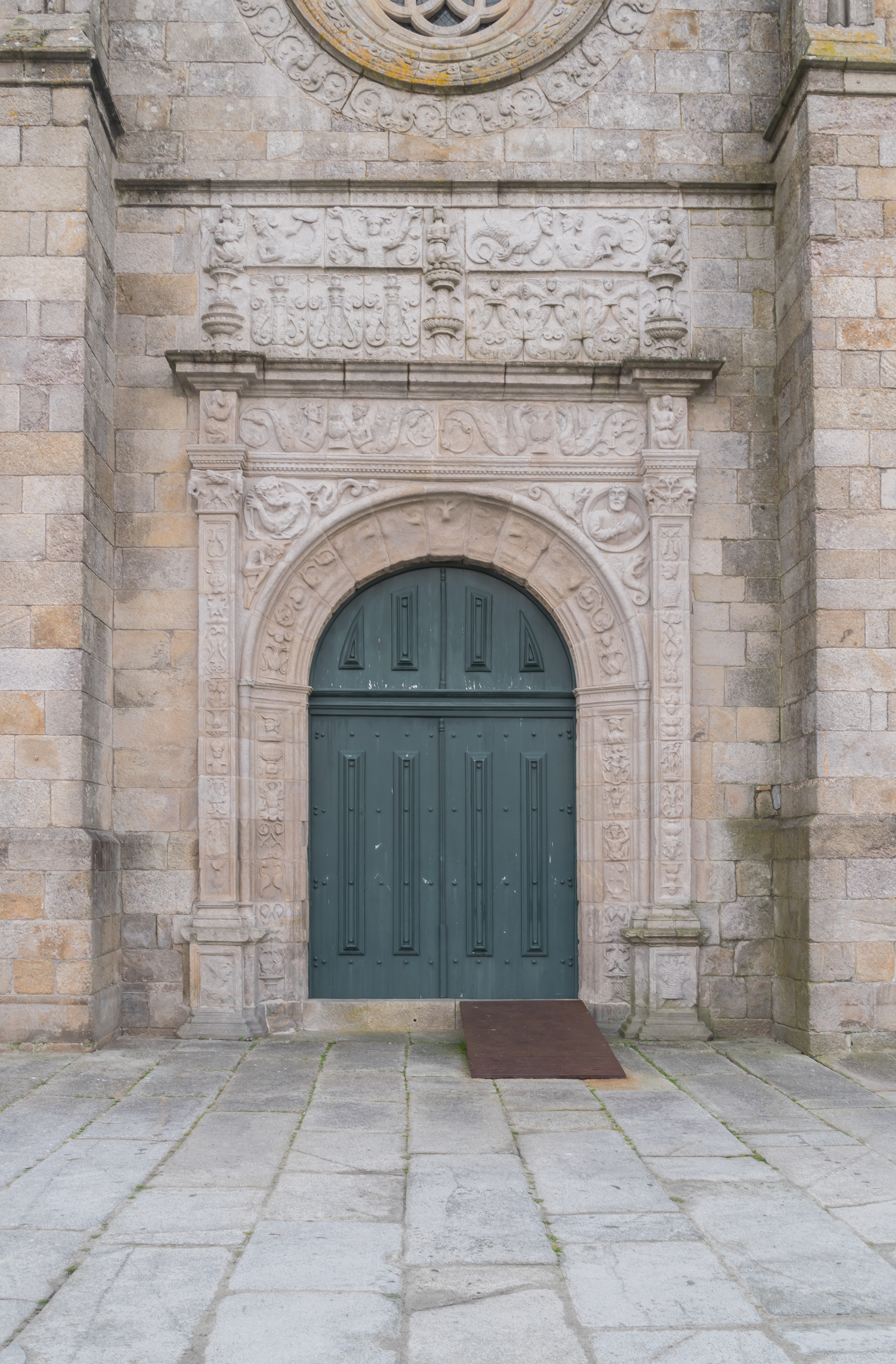
Portal occidental
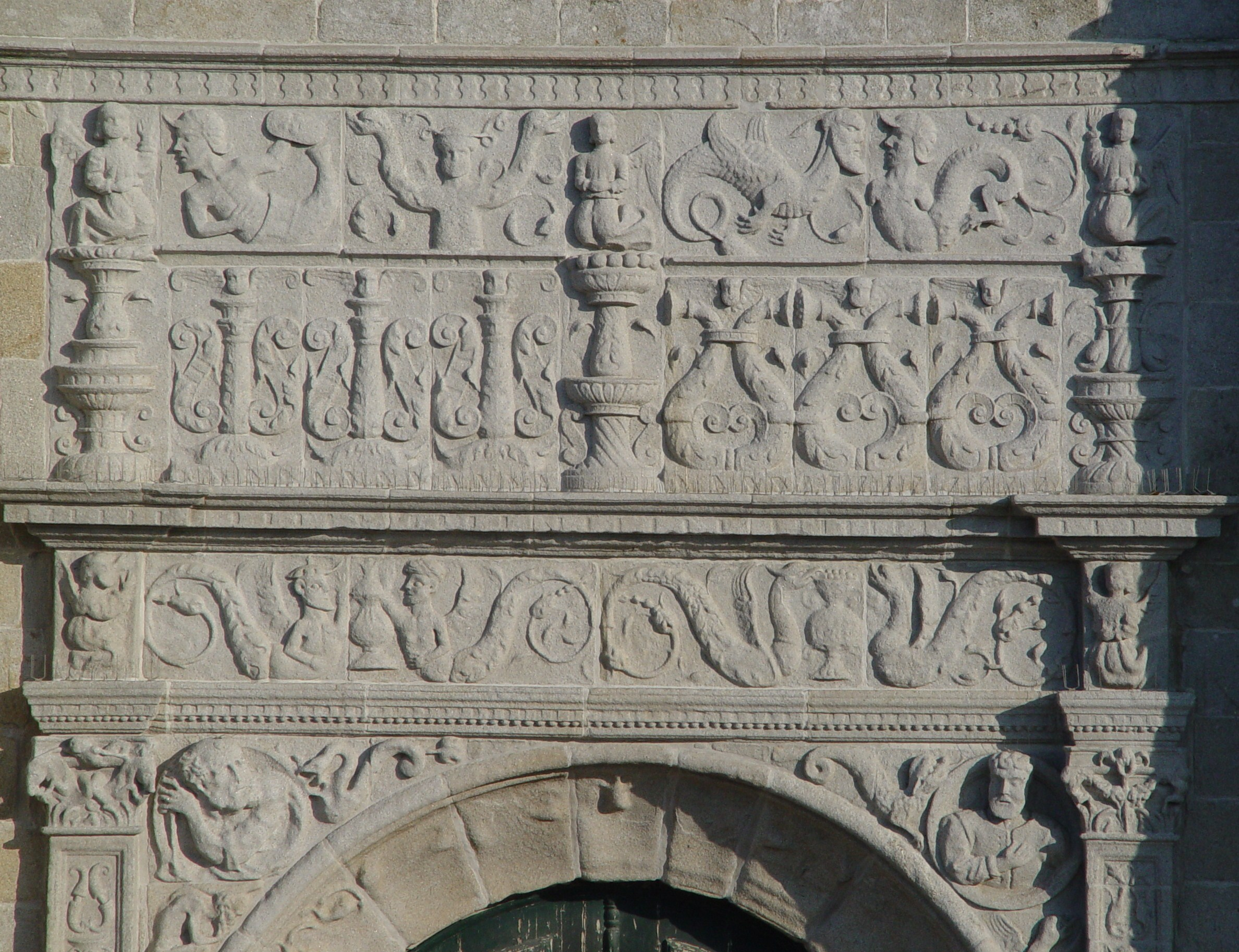
Detalle dintel trabajado
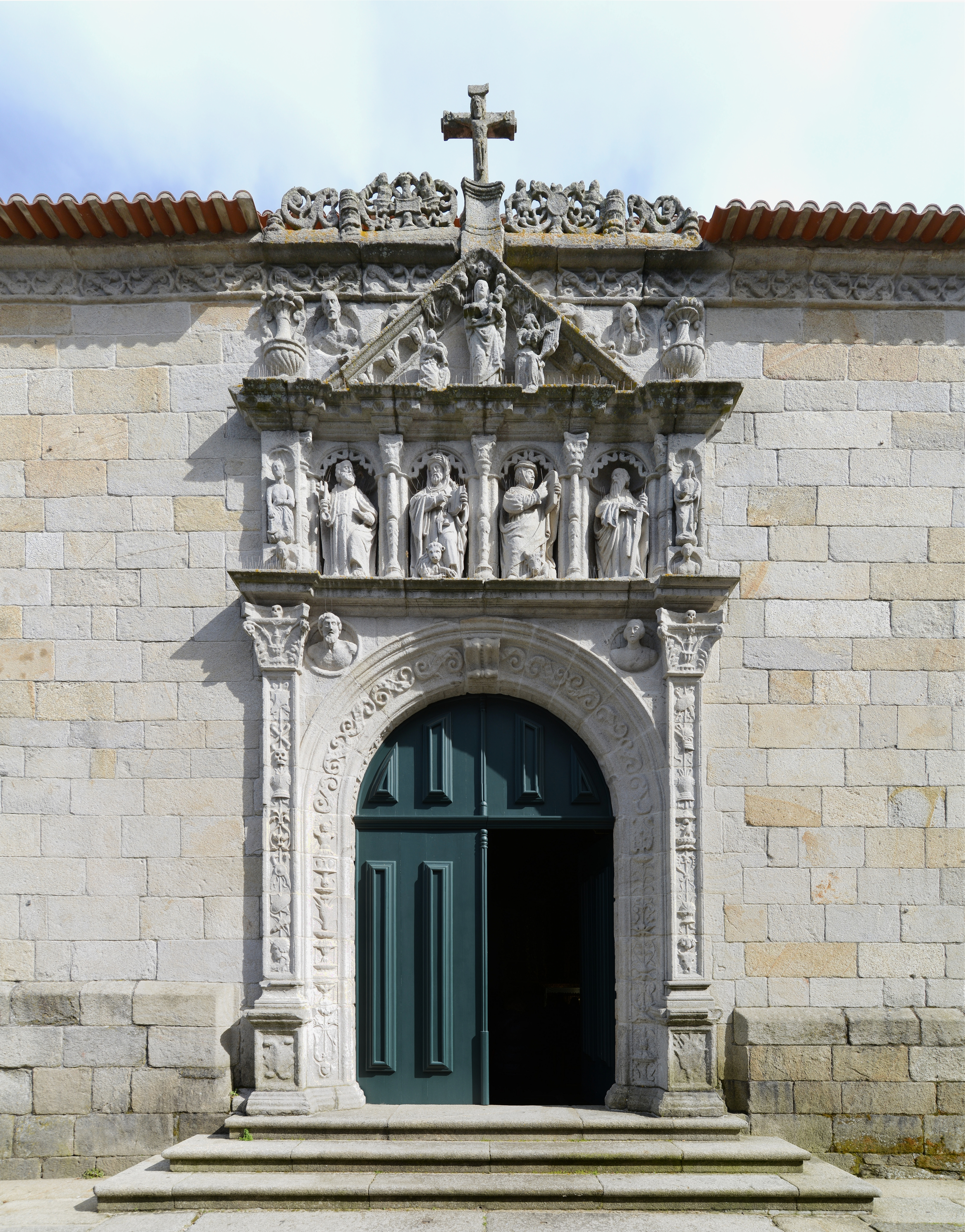
Portal lateral
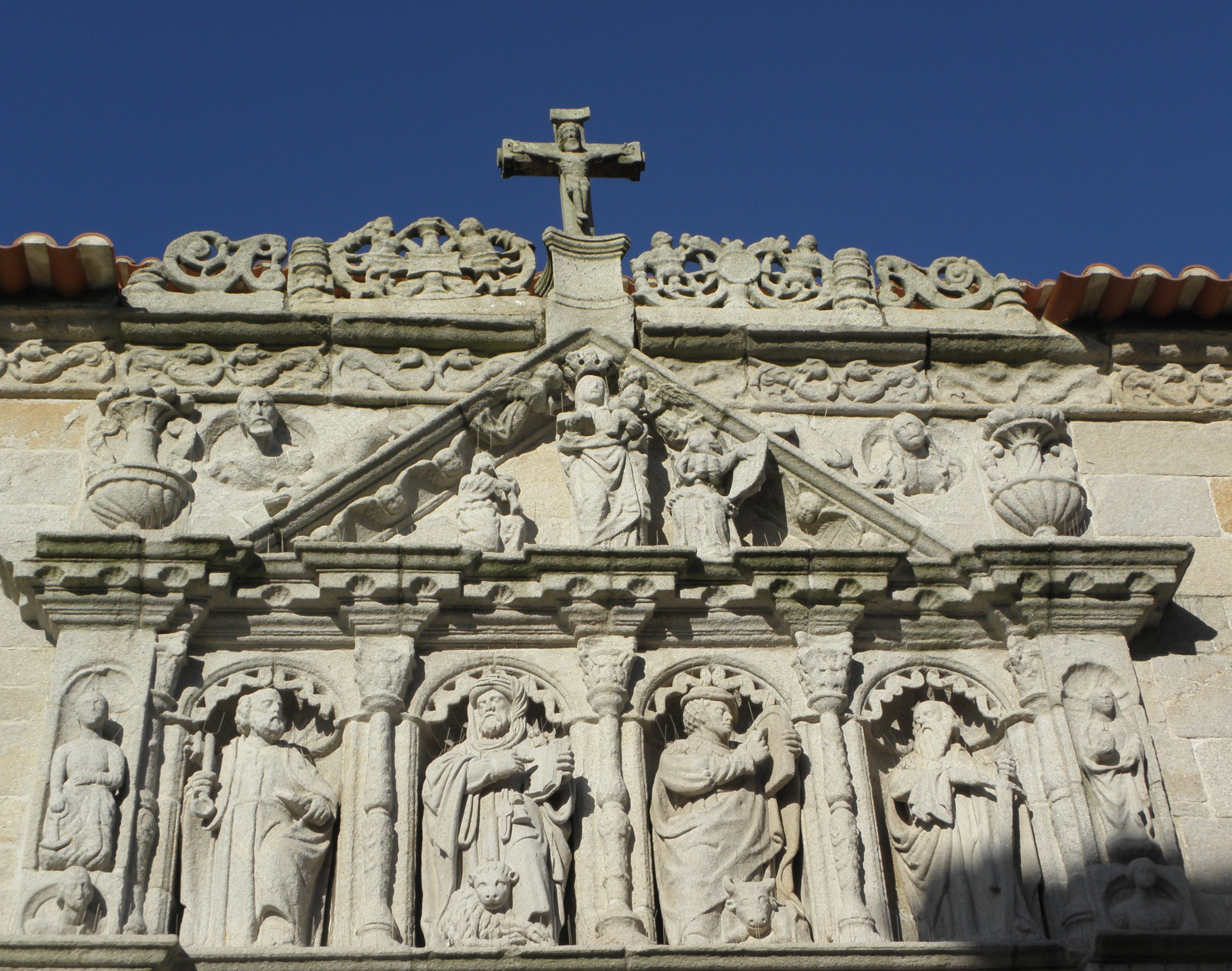
Detalle tímpano portal lateral
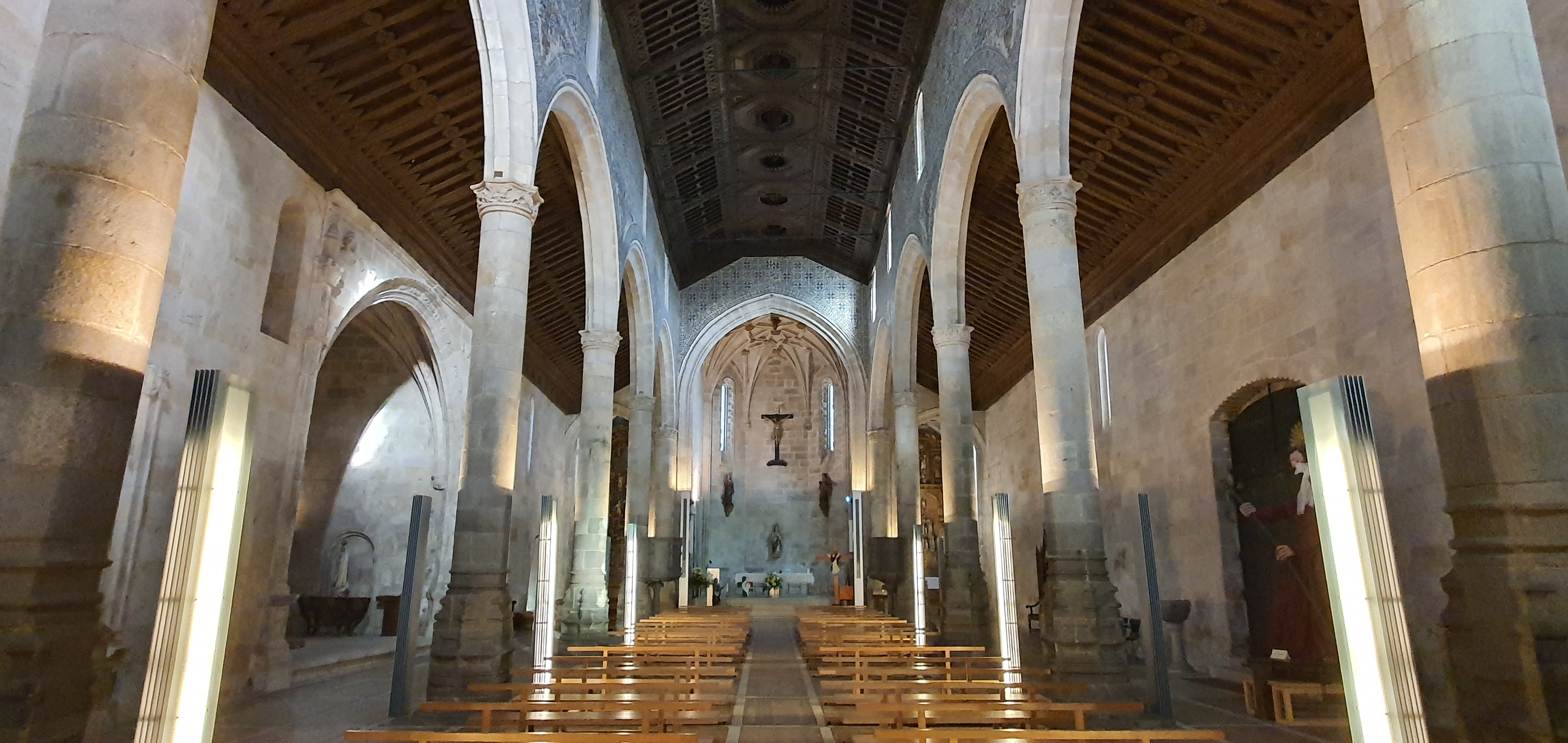
Vista interior
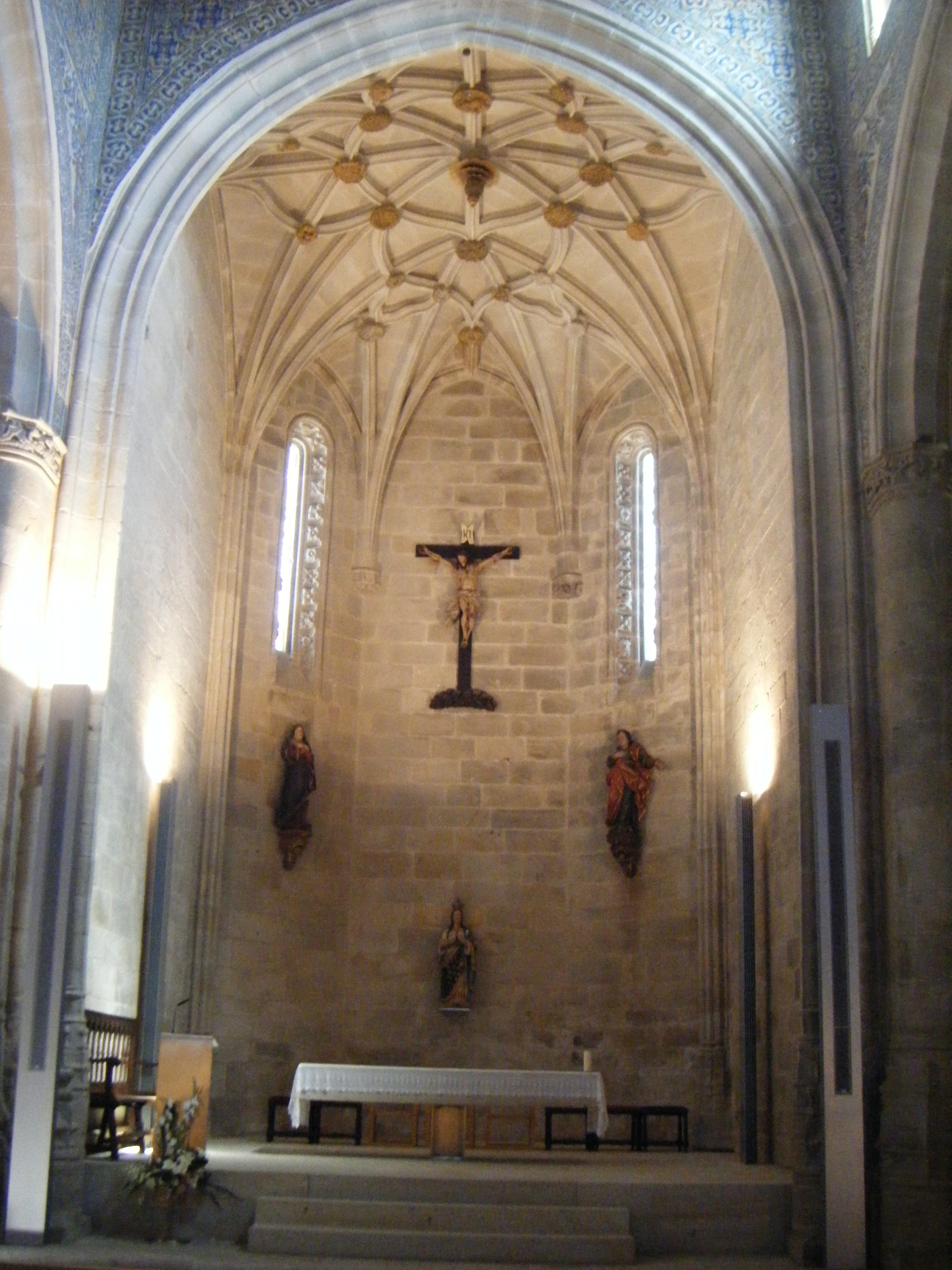
Vista del altar